# Antonio McKay
Antonio Ricardo McKay (Atlanta, 9 febbraio 1964) è un ex velocista statunitense, medaglia di bronzo olimpica nei 400 metri piani a Los Angeles 1984 e due volte campione mondiale indoor.

## Biografia
Vincitore di due medaglie d'oro ai Giochi olimpici ed una ai Campionati del mondo, con la staffetta 4×400 metri statunitense.

## Palmarès
| Anno | Manifestazione  | Sede         | Evento      | Risultato | Prestazione | Note                          |
| ---- | --------------- | ------------ | ----------- | --------- | ----------- | ----------------------------- |
| 1984 | Giochi olimpici | Los Angeles  | 400 m piani | Bronzo    | 44"71       |                               |
| 1984 | Giochi olimpici | Los Angeles  | 4×400 m     | Oro       | 2'57"91     |                               |
| 1987 | Mondiali indoor | Indianapolis | 400 m piani | Oro       | 45"98       |                               |
| 1987 | Mondiali        | Barcellona   | 4×400 m     | Oro       | 2'57"29     |                               |
| 1988 | Giochi olimpici | Seul         | 4×400 m     | Oro       | 2'56"16     | [ 1 ]                         |
| 1989 | Mondiali indoor | Budapest     | 400 m piani | Oro       | 45"59       | Miglior prestazione personale |
| 1991 | Mondiali indoor | Siviglia     | 4×400 m     | Bronzo    | 3'03"24     |                               |

## Campionati nazionali
- 2 volte campione nazionale indoor dei 400 m piani (1988, 1989)